# Bo Johansson
Bo Johansson, soprannominato Bosse (Kalmar, 28 novembre 1942), è un allenatore di calcio ed ex calciatore svedese, attualmente senza squadra.

## Carriera
Dopo aver giocato a calcio per quattordici anni, con le maglie di Kalmar e Lindsdals, con cui non ha mai vinto nulla, è diventato allenatore nel 1977. Ha guidato la sua ex squadra, il Kalmar, per due stagioni, prima di trasferirsi ai rivali dell'Östers. Dopo tre stagioni con il club, in cui ha vinto due campionati, è tornato al Kalmar.
Successivamente, ha allenato i norvegesi del Jerv e i greci del Panionios: queste due esperienze sono state però intervallate da un ritorno all'Östers. Nel 1990, è stato nominato commissario tecnico dell'Islanda. Dopo essere diventato l'allenatore del Silkeborg, ha vinto il titolo nazionale nel 1994, a distanza di tredici anni dal precedente.
Nel 1996, ha preso il posto di Richard Møller Nielsen sulla panchina della Danimarca. Rispetto al predecessore, Johansson ha mostrato un gioco più offensivo e ha rivitalizzato la Nazionale, guidandola anche al campionato del mondo 1998, in quello che è stato uno dei punti più alti della storia del calcio danese. La squadra è stata eliminata ai quarti di finale dal Brasile, poi classificatosi secondo, dietro alla Francia.
Sfortunatamente, il Bosse (il suo soprannome) non ha raggiunto gli stessi risultati al campionato d'Europa 2000, nei Paesi Bassi e nel Belgio. Infatti, la Nazionale danese è stata sconfitta in tutte le tre partite del girone ed è stata immediatamente eliminata. Durante il torneo, Johansson ha dichiarato che non avrebbe voluto continuare ad allenare la Danimarca dopo l'Europeo. Dopo l'eliminazione, quindi, è stato comunque applaudito dai tifosi danesi giunti a vedere il campionato europeo. In tutto, ha guidato la Danimarca in quaranta incontri, con diciassette vittorie, nove pareggi e quattordici sconfitte.
Ad oggi la sua Danimarca è l'ultima Nazionale ad aver vinto sul campo dell'Italia nelle competizioni ufficiali, contro gli Azzurri: accadde l'8 settembre 1999 nella fase di qualificazione all'Europeo di Belgio e Olanda. I danesi si imposero 3-2 a Napoli.
Nel 2003, ha allenato il Göteborg, ma si è ritirato nel 2004. Ha effettuato il ritorno, però, nel 2005, per guidare il Molde, con cui ha vinto la Norgesmesterskapet. Comunque, la stagione del Molde in campionato non è stata positiva e l'allenatore ha abbandonato la squadra.

## Filosofia
Oltre ad essere un allenatore, Johansson è anche un oratore. Segue dieci regole d'approccio al calcio:
1. Sii aperto agli altri. La loro considerazione ti dà un senso di benessere, che porta al progresso.
2. Ricorda, siamo tutti differenti. Possiamo avere diversi stati d'animo. Non sottolineare sempre gli errori e le carenze degli altri. Rispetta le eccentricità degli altri. Ne hai anche tu!
3. Non chiedere la perfezione. Ci sono diversi fattori in tutte le situazioni, che non puoi controllare o alterare. Non prendere troppo sul serio gli errori accidentali.
4. Non distruggere la fede in te stesso confrontando i tuoi punti deboli con i punti forti degli altri.
5. Sii consapevole che l'incoraggiamento e la lode agli altri porta fuori il meglio di loro. Le critiche portano fuori il peggio. Mostrando la fiducia ai tuoi compagni, aumenti la loro importanza e la loro abilità.
6. Sii grato per quello che gli altri fanno per te. Sii gentile con i tuoi compagni. Tratta gli altri come vorresti essere trattato tu.
7. Sii utile agli altri. Mostra rispetto, simpatia e comprensione a colui che ti chiede aiuto. Non preoccuparti. Affidati alla bontà che hai dentro.
8. Tieni i pensieri degli altri per te stesso. Sii affidabile. Non promettere nulla che non sei sicuro di poter mantenere.
9. Pensa sempre positivo.
10. Quello che vuoi dalla vita, proviene da altre persone. Se vuoi essere ammirato, rispettato o amato, verrà tutto da altre persone. Niente da cose materiali. Pertanto, è necessario capire le altre persone. E non sarai in grado di capire te stesso.

## Palmarès

### Allenatore

#### Club

##### Competizioni nazionali
- Campionato svedese: 2

Östers: 1980, 1981
- Campionato danese: 1

Silkeborg: 1993-1994
- Coppa di Norvegia: 1

Molde: 1995